# Första Matabelekriget
Första Matabelekriget var ett krig som utkämpades 1893 mellan Storbritannien och Matabele-nationen (Ndebele). Kungen av Matabele, Lobengula, hade ansträngt sig för att undvika konfrontation med Cecil Rhodes men en attack av Matabele-krigare på en annan stam, Shona, ledde till konfrontationer med de europeiska kolonisatörerna. British South Africa Company hade bara 1 100 man mot Matabeles 18 000 krigare men överlägsna vapen gav Rhodes styrkor ett övertag.
Kriget var det första där brittiska styrkor använde sig av Maximkulsprutan. I den kuperade terräng där kriget utkämpades hade kulsprutan liten inverkan i form av faktiska förluster. Däremot hade den en stor psykologisk effekt genom den skräck som den orsakade hos Matabele-krigarna. Vid ett tillfälle slog till exempel 50 man med bara fyra kulsprutor tillbaka ett anfall av 5 000 krigare.